# North Friar's Bay
North Friar's Bay (hrv. Sjeverni fratarski zaljev) je plaža i zaljev, jedan od dva zaljeva koji se protežu duž obale prevlake koja povezuje jugoistočni poluotok s ostatkom otoka Sveti Kristofor, u Svetom Kristoforu i Nevisu. Zaljev je okrenut prema Atlanskom oceanu.
Kraći je od svog južnog susjeda (South Friar's Bay).

## Vanjske poveznice
|  | Zajednički poslužitelj ima još gradiva o temi North Friar's Bay |